# Satenik

Satenik (arménien : Սաթենիկ) est une princesse qui s'est mariée à Artashes Ier, le roi d'Arménie. Leur histoire d'amour, aussi connu sous le nom d'Artashes et Satenik, a été introduite pour la première fois par l'historien Movses Khorenatsi, dans son livre Histoire d'Arménie. Cette histoire est une épopée très connue parmi le peuple arménien. Elle est notamment racontée par des conteurs et des ménestrels. De nos jours, Satenik est un nom de fille populaire en Arménie.

## Contexte
Artashes, aussi connu sous le nom grec Artaxias, est monté au trône vers 189 av. J.-C. Il était reconnu en tant que roi d'Arménie par l'Empire romain et l'empire parthe. L'histoire d'amour entre Satenik et Artashes commence lors de l'invasion du royaume d'Arménie par les Alains, durant le règne du roi Artashes Ier (189–159 BC). Les Alains ont d'abord conquis les terres des Ibères, pour ensuite traverser le fleuve Koura vers le sud et se rendre en Arménie. Artashes a recruté une armée pour faire face à cette menace. Ainsi, une bataille a eu lieu, résultant en la capture du fils du roi d'Alanie. Les Alains sont forcés de se retirer et installent un camp de base au nord du fleuve Koura. L'armée d'Artashes a fait de même et s'est installée au sud du fleuve. Le roi d'Alanie propose donc un traité de paix éternel entre les deux peuples, en promettant au roi Artashes de lui donner tout ce qu'il voudrait, tant qu'il libérerait son fils. Artashes a refusé cette entente.

## Histoire d'amour
Satenik s'est approchée de la rive et, avec l'aide d'un interprète, a demandé à Artashes de libérer son frère : 
| Arménien traditionnel | Arménien moderne | Traduction française |
| --- | --- | --- |
| «Քեզ ասեմ, այր քաջ Արտաշէս, Որ յաղթեցեր քաջ ազգին Ալանաց, Ե՛կ հաւանեա՛ց բանից աչագեղոյ դստերս Ալանաց՝ Տալ զպատանիդ. Զի վասն միոյ քինու ոչ է օրէն դիւցազանց՝ Այլոց դիւցազանց զարմից բառնալ զկենդանութիւն. Կամ ծառայեցուցանելով ի ստրկաց կարգի պահել, Եւ թշնամութիւն յաւիտենական Ի մէջ երկոցունց ազգաց քաջաց հաստատել» | «Քեզ եմ ասում, քաջ այր Արտաշես, Որ հաղթեցիր քաջ ազգին ալանաց . Ե՛կ լսի՛ր ալանների գեղաչյա դստերս խոսքերին Եվ տուր պատանուն: Որովհետև օրենք չէ՝ որ քենի համար դյուցազունները Ուրիշ դյուցազն զարմերի կենդանությունը ջնջեն Կամ իբրև ծառա ստրուկների կարգում պահեն, Եվ երկու քաջ ազգերի մեջ Հավերժական թշնամություն հաստատեն» | Je te parle, ô, brave Artashes, Car tu as vaincu le brave peuple alain Viens et écoute la princesse d'Alain aux yeux brillants Et renvoie le jeune. Car c'est indigne aux héros De détruire la vivacité d'autres grands guerriers Ou de les prendre et de les garder esclaves, Pour que deux peuples vaillants Sont voués à une inimitée perpétuelle |

En entendant ces mots, Artashes est descendu jusqu'à la rivière et il a été immédiatement captivé par la beauté de Satenik. Artashes a appelé un de ses commandants militaires, Smbat Bagratouni, et il a exprimé son désir de conclure le traité du roi d'Alanie. Il a aussi ordonné à Smbat d'amener Satenik. Smbat a envoyé un messager au roi alain qui a donné la réponse suivante :

« Եւ ուստի տացէ քաջն Արտաշէս հազարս ի հազարաց եւ բիւրս ի բիւրուց ընդ քաջազգւոյ կոյս օրիորդիս Ալանաց » 

« Et c'est comme cela que le brave Artashes donnera des milliers et des dizaines de milliers pour la princesse du brave peuple alain? »

Artashes ne s'est pas laissé intimider. À la place, il a plutôt cherché à enlever Satenik, puisque les enlèvements de mariées étaient considérés plus honorables que le consentement formel :
| Arménien traditionnel | Arménien moderne | Traduction française |
| --- | --- | --- |
| «Հեծաւ արի արքայն Արտաշէս ի սեաւն գեղեցիկ, Եւ հանեալ զոսկէօղ շիկափոկ պարանն, Եւ անցեալ որպէս զարծուի սրաթեւ ընդ գետն, Եւ ձգեալ զոսկէօղ շիկափոկ պարանն Ընկէց ի մէջք օրիորդին Ալանաց. Եւ շատ ցաւեցոյց զմէջք փափուկ օրիորդին, Արագ հասուցանելով ի բանակն իւր»: | «Հեծավ արի Արտաշես արքան գեղեցեկ սևուկը Եվ հանելով ոսկեգօծ շիկափոկ պարանը, Եվ անցնելով գետն իբրև սրաթև արծիվ, Եվ նետելով ոսկեօղ շիկափոկ պարանը, Ձգեց մեջքը ալանաց օրիորդի, Եվ շատ ցավեցրեց մեջքը փափուկ օրիորդի , Արագաբար իր բանակը հասցնելով» : | Le roi Artashes est monté sur son beau cheval noir, Et en sortant une corde de cuir rouge parsemée d'anneaux d'or, Et en traversant la rivière comme un aigle aux ailes pointues, Et en lançant la corde de cuir rouge parsemée d'anneaux d'or, Il la jette sur la taille de la jeune princesse d'Alanie, Et ceci blesse la taille délicate de la jeune fille, Tout en la ramenant rapidement à son camp. |

## Mariage
À la suite de l'enlèvement de Satenik, Artashes accepte de payer aux Alains de vastes quantités d'or et de cuir rouge, matériau très valorisé par les Alains. Les deux rois ont conclu un traité de paix et un magnifique mariage a eu lieu. Dans le récit de Movses, il est écrit que, durant le mariage, une pluie d'or est tombée sur Artashes, tandis qu'une pluie de perles est tombée sur Satenik. C'est une tradition populaire parmi les rois d'Arménie de se tenir devant l'entrée d'un temple et de jeter de l'argent sur lui, tandis qu'il fallait remplir la chambre de la reine de perles. Ils ont eu six fils : Artavazde, Vruyr, Mazhan, Zariadres (Zareh), Tiran et Tigrane. L'empire des Artashesyan (ou Artaxiad) a duré jusqu'au début du siècle suivant, soit autour de l'an 14 apr. J.-C.

## Par la suite
La relation ultérieure entre le roi Artashes et Satenik reste largement inconnue. Dans l'Histoire d'Arménie, Movses a déclaré que Satenik est tombée amoureuse d'Argavan, un descendent d'une race de dragons (vishaps), mais le reste de l'histoire chanté auparavant par les ménestrels est manquant et demeure perdu.